# Lepidosynchis albosetosa
Lepidosynchis albosetosa là một loài bọ cánh cứng trong họ Zopheridae. Loài này được Kolbe miêu tả khoa học năm 1897.